# Legea Guvernării Irlandei din 1914
Legea Guvernării Irlandei din 1914, cunoscută și ca Legea Autonomiei sau al Treilea Proiect de Lege a Autonomiei, a fost o lege adoptată de Parlamentul Regatului Unit al Marii Britanii și Irlandei având ca scop conferirea de autoguvernare (autonomie; în engleză home rule) în cadrul regatului pentru Irlanda.